# 褚德培
褚德培（1585年—1637年），字嵩華，山東兗州府嶧縣人，明朝政治人物。

## 生平
褚德培是諸生褚化鰲之子，1585年（万历十三年）生于山东峄县。他年少聰慧，十歲能寫下文章，知縣解經邦一見驚異，說：「這孩子是大器啊。」萬曆四十六年（1618年）中舉人，崇禎元年（1628年）成進士，獲授行人，出使四川時正值軍警告急，他把幼子寄住在白溝河店舍，自己單騎北上，抵達城門沿繩索入城；崇禎五年（1632年）陞陝西道監察御史，奏章都關乎國家大事，曾四次彈劾戶部尚書畢自嚴，巡按陝西能捍衛地方，督師洪承疇奏留馬匹征討，他只帶上搨碑帖數百本。
之後褚德培三次請求退休未得允，崇禎九年（1636年）巡察禁軍，十年（1637年）奉命巡視兩浙鹽政，但未行已逝世。他個性孝友，服喪時悲傷得幾乎喪命，任官則顧念人民，為地方題呈《瀕河衝地堪憐》一疏，又曾為陳郝難民冤案辯白，救活不少人民，著有《紀蠹諫草奏草》、《杞言問蜀》、《嚶生入》等疏稿，入祀鄉賢祠。

## 引用
1. ↑  陈玉中; 李响. . 枣庄: 枣庄出版管理办公室. 1986.
2. 1 2  光緒《嶧縣志·卷二十一·鄉賢》：褚德培，字嵩華，邑諸生化鰲子，生而穎慧，十歲操觚為文，邑令解經邦一見驚異之，曰：「此大器也。」萬厯乙卯舉於鄉，崇禎戊辰成進士，官行人奉使劍南，報命時值烽火吿急，寄幼子於白溝河店舍，單車衝鋒北上，抵都門縋城而入；及晉西臺，正色山立，所條奏悉關國家大計，巡城時有大司農庇奸溺職，德培四疏擊之去，直聲大震，出按三秦，屬流氛猖獗，捍禦有方，交市茶馬不廢，時督師洪承疇奏留馬匹，以資撻伐，此復命囊止陝搨碑帖數百本而已，三疏乞休不允，丙子復命巡察禁旅，丁丑奉差巡視兩浙鹺政，未行卒。德培性孝友，居喪哀毀幾絕，同氣共爨者四十餘年，在官注念桑梓，有《瀕河衝地堪憐》一疏，邑人賴焉，又嘗白陳郝難民之冤，全活無算，里中頌德者鐫諸石，所著有《紀蠹諫草奏草》、《杞言問蜀》、《嚶生入》等疏稿詩集總若干卷，祀鄉賢。
3. ↑  光緒《嶧縣志·卷二十·選舉》：明 進士……褚德培 崇禎元年戊辰科劉若宰榜，見人物志……明 舉人……褚德培 萬厯乙卯科，見進士
4. ↑  史語所藏鈔本《崇禎長編·卷六十五》：（崇禎五年十一月）丁未吏部上考選科道等官職名……褚德培陝西道（監察御史）……